# کهنه‌کند، گدابیگ
کهنه‌کند (به لاتین: Köhnəkənd) یک منطقه مسکونی در جمهوری آذربایجان است که در شهرستان گدابیگ واقع شده است کهنه‌کند ۵۷۲ نفر جمعیت دارد.